# Матайський сільський округ
Мата́йський сільський округ (каз. Матай ауылдық округі, рос. Матайский сельський округ) — адміністративна одиниця у складі Аксуського району Жетисуської області Казахстану. Адміністративний центр — село Матай.
Населення — 3330 осіб (2021; 4347 у 2009, 4732 у 1999, 5746 у 1989).
Станом на 1989 рік існували Кураксуська сільська рада (село Кураксу), Матайська селищна рада (смт Матай) та Матайська сільська рада (селища Акузек, Береке, Жасказак, Підхоз) колишнього Бурлютобинського району. 2013 року до складу Матайської селищної адміністрації було включено ліквідований Кураксуський сільський округ (село Кураксу). Того ж року селищна адміністрація отримала статус сільського округу.

## Склад
До складу адміністрації входять такі населені пункти:
| Населений пункт            | Населення, осіб (1989) | Населення, осіб (1999) | Населення, осіб (2009) | Населення, осіб (2021) |
| -------------------------- | ---------------------- | ---------------------- | ---------------------- | ---------------------- |
| Акозек, станційне селище   | 48                     | 59                     | 40                     | 32                     |
| Береке, станційне селище   | 23                     | 47                     | 37                     | 22                     |
| Жасказах, станційне селище | 20                     | 47                     | 31                     | 7                      |
| Кураксу, село              | 991                    | 655                    | 461                    | 269                    |
| Матай, село                | 4575                   | 3924                   | 3778                   | 3000                   |
| Підхоз, селище             | 89                     | -                      | -                      | -                      |